# 三叶罗伞
三叶罗伞（学名：Brassaiopsis tripteris）为五加科罗伞属的植物，是中国的特有植物。分布于中国大陆的云南、贵州等地，生长于海拔600米至800米的地区，多生长在密林中，目前尚未由人工引种栽培。